# Îles Phi Phi
Pour les articles homonymes, voir KOH (homonymie).
Pour l'opérette homonyme, voir Phi-Phi.
Les îles Phi Phi (เกาะ พีพี) (prononcez "pi-pi", pas "fifi") sont un petit archipel de Thaïlande situé dans la mer d'Andaman au large de la province de Krabi, à laquelle il appartient. Très touristique, il comporte deux îles principales, Ko Phi Phi Don et Ko Phi Phi Le, les autres étant essentiellement des rochers. L'archipel est accessible en ferry depuis Phuket, Ko Lanta et Krabi.
Les sites de plongées des îles Phi Phi sont classés parmi les plus beaux du monde.

## Géographie

L'île de Phi Phi Don (ou Ko Phi Phi Don, Ko (thaï : เกาะ, RTGS : ko)  signifiant « île » en thaï) est la plus grande île de l'archipel et la seule dotée d'infrastructures touristiques. Elle a été très durement touchée par le Tsunami consécutif au séisme du 26 décembre 2004 dans l'océan Indien. C'est un haut lieu de la plongée sous-marine, également réputé pour ses vertigineuses falaises calcaires.

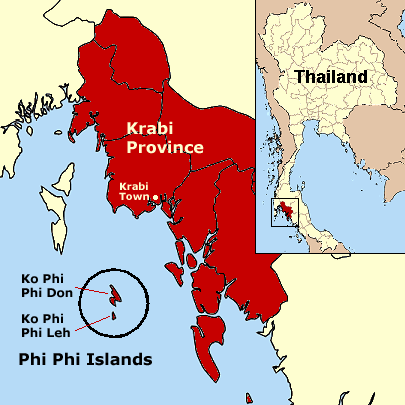
Situation des îles par rapport à la province de Krabi.

Cependant, la deuxième grande île, Ko Phi Phi Le, est la plus célèbre bien qu'inhabitée. Ses paysages paradisiaques l'ont fait connaître dans le monde entier et l'archipel est considéré comme l'un des plus beaux au monde.

L'accès se fait en ferry (ou tous types d'embarcations) depuis Phuket, Ko Lanta ou Krabi.

## Événements récents
Le 26 décembre 2004, à 10 h 37 min (heure locale), Phi Phi Don a été très exposée à un tsunami de 6,5 mètres de haut, conséquence du tremblement de terre ayant touché l'Asie du sud-est au large de Banda Aceh, Sumatra, trois heures plus tôt. On estime à 6 068 personnes le nombre de morts et de disparus lors de la catastrophe en Thaïlande et à un an la durée de reconstruction des infrastructures touristiques, presque totalement détruites sur le tombolo, la bande de terre séparant les deux baies du centre de l'île.

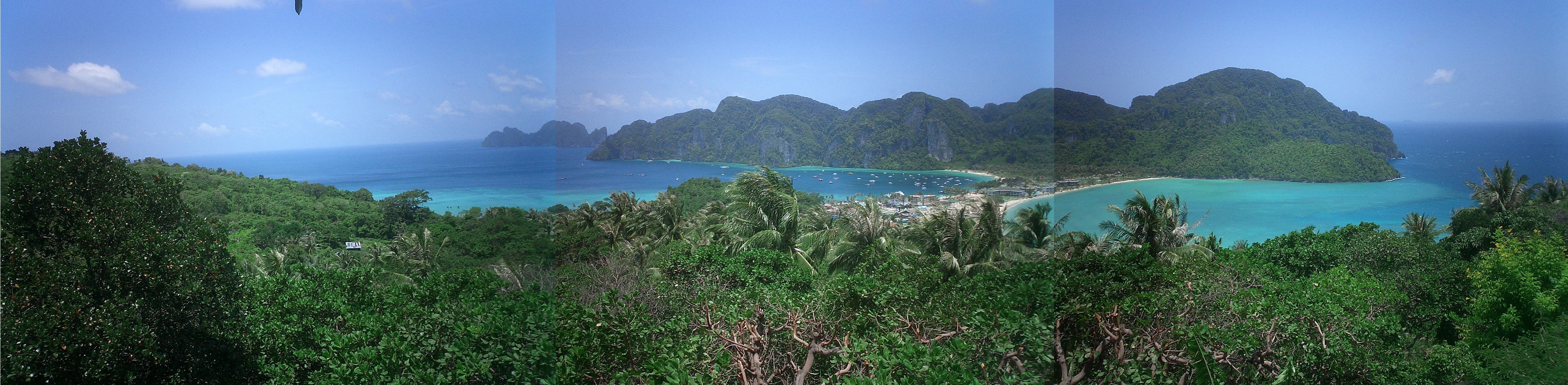
Île de Ko Phi Phi Don et le tombolo

L'île principale Phi Phi Don a été rapidement reconstruite. Les touristes étaient de retour dès l'année suivant le tsunami et chaque habitant avait repris sa vie normale. Un parc en souvenir des victimes du tsunami a été érigé au cœur du village de Tonsaï. Un système d'alerte au tsunami a été mis en place et les habitants du village savent désormais comment réagir à une telle catastrophe : des panneaux répartis dans le village indiquent le chemin à suivre en cas d'alerte : le point le plus haut de l'île (View Point).
Sa voisine Ko Phi Phi Le a quant à elle été le cadre du film La Plage, tourné sur le site de Maya Bay en 2000 avec Leonardo DiCaprio, Guillaume Canet et Virginie Ledoyen. La production (20th Century Fox) fut accusée d'avoir causé de nombreux dégâts à l'écosystème insulaire. Dégâts qui se poursuivent de nos jours compte tenu du flot continu de touristes et de bateaux de toutes tailles attirés quotidiennement sur le site, précisément à cause de ce film. En 2018, les autorités thaïlandaises, dans un souci de protection du site, ferment Maya Bay et l'interdisent aux touristes pour une durée indéterminée,.

## Tourisme
Ces îles font partie des premiers lieux mondiaux pour les selfies, dans la catégorie sites naturels après le Grand Canyon et le Parc national Kruger et Phi Phi Island en Thailande, avec 634375 posts sur Instagram et plus de 5 millions sur TikTok  mais leur succès, à l'instar de celui d'autres attractions du tourisme mondial, soulève des problèmes de fréquentation touristique et la question du tourisme durable.

Dans le parc national de Hat Noppharat Thara–Mu Ko Phi Phi, en 2019, il y a eu  1 142 113 visiteurs (245 246 thaïlandais et 921 308 étrangers).

Quelques créatures marines du parc national de Hat Noppharat Thara-Mu Ko Phi Phi
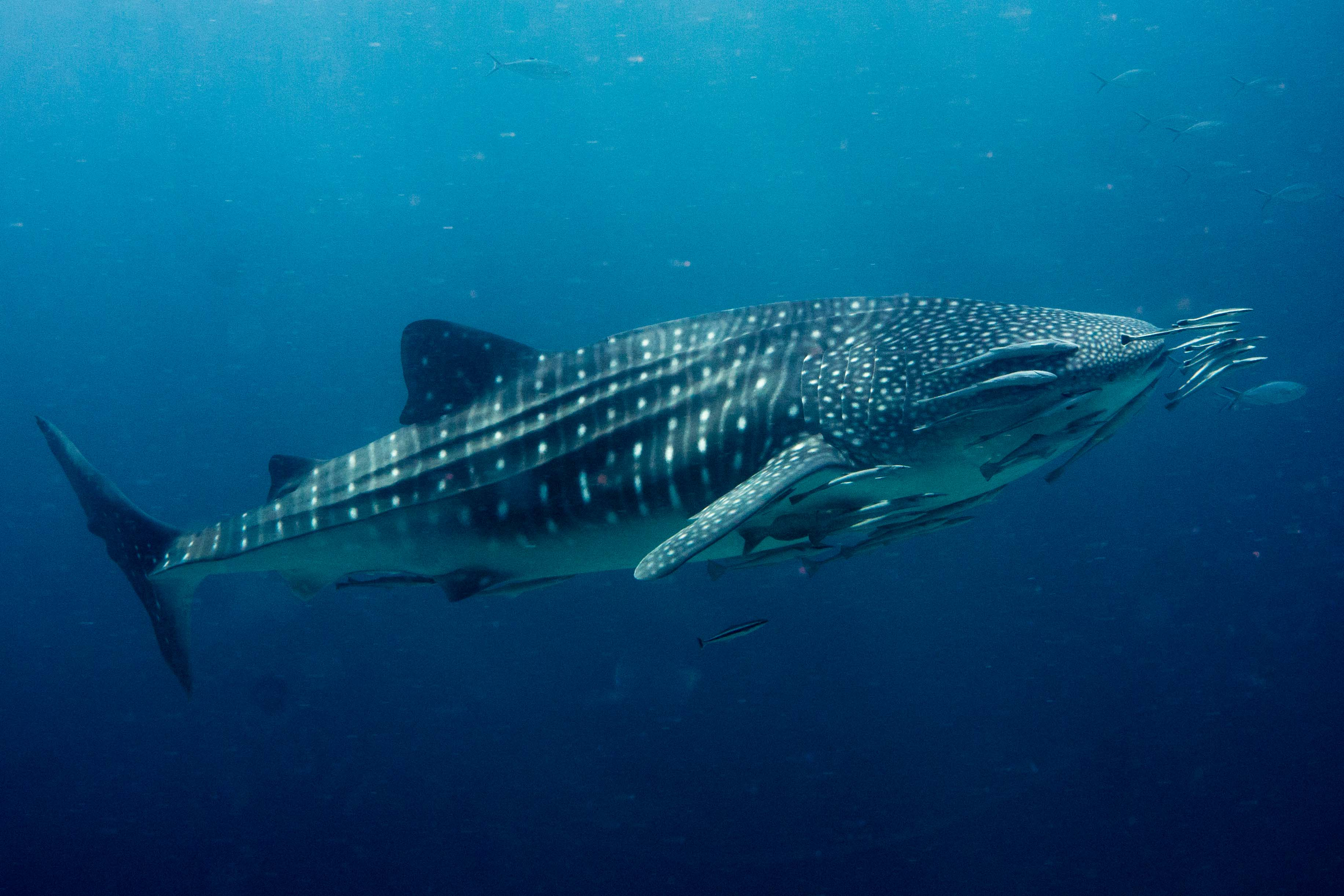
Requin-baleine
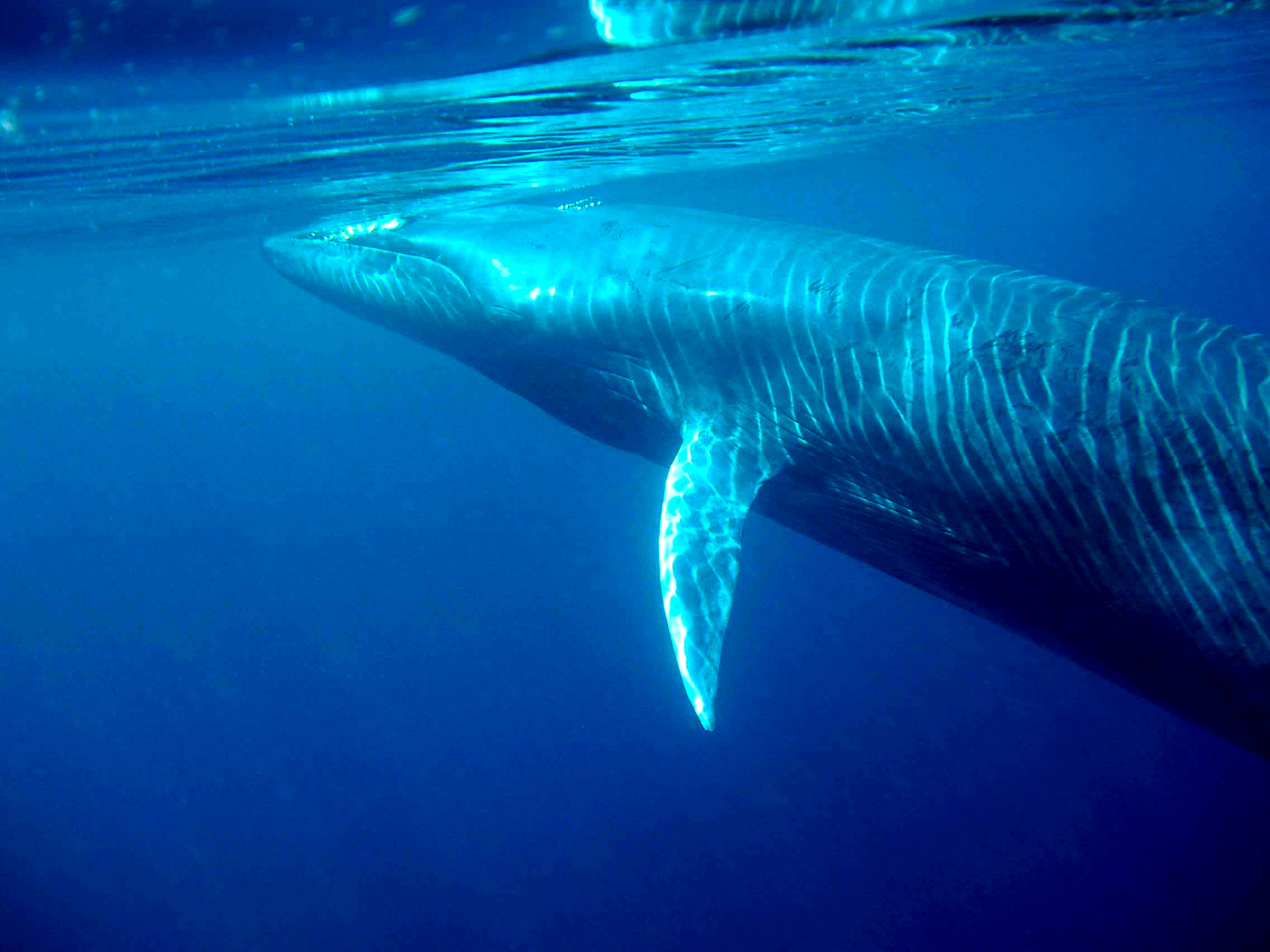
Rorqual de Bryde
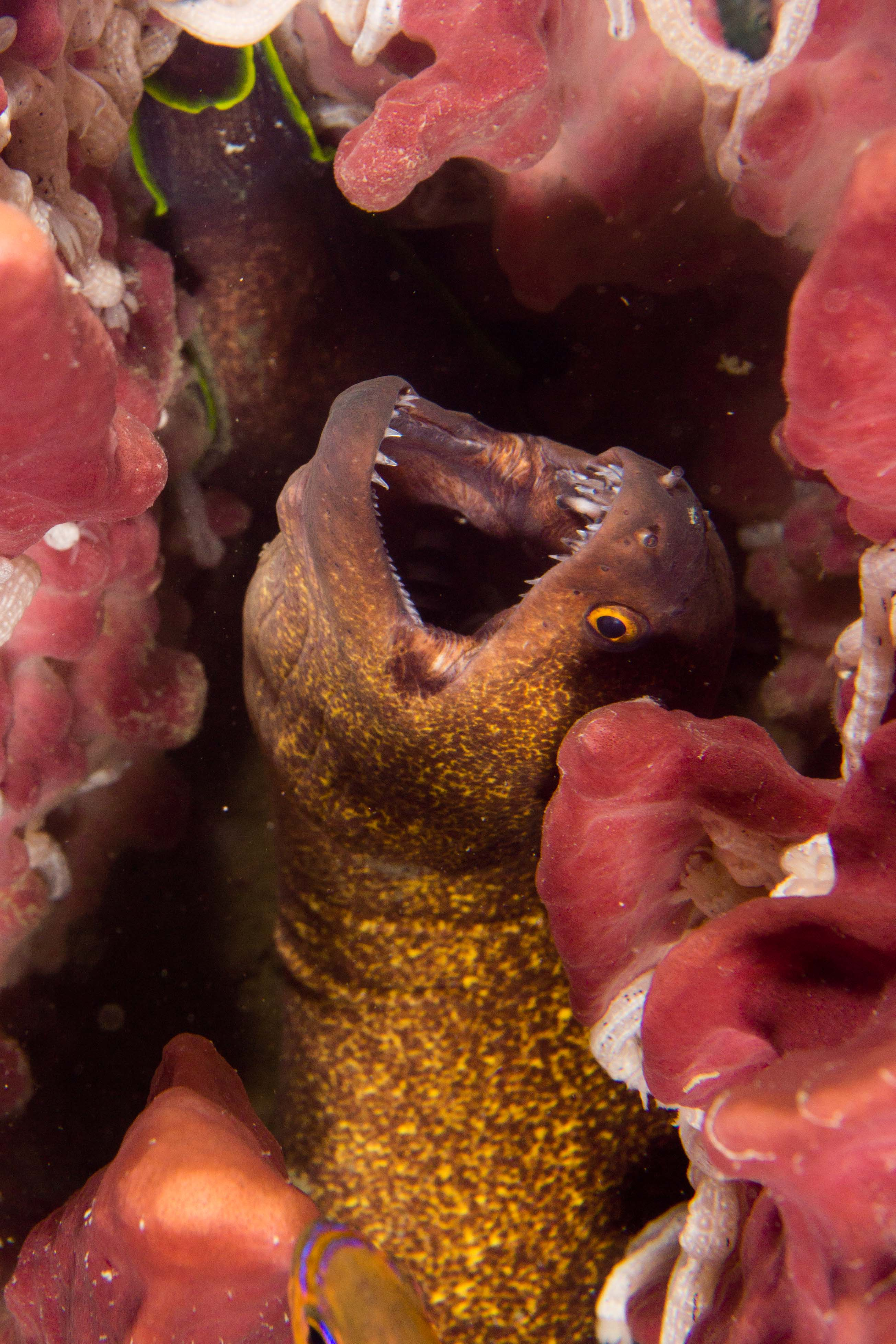
Murène liséré jaune
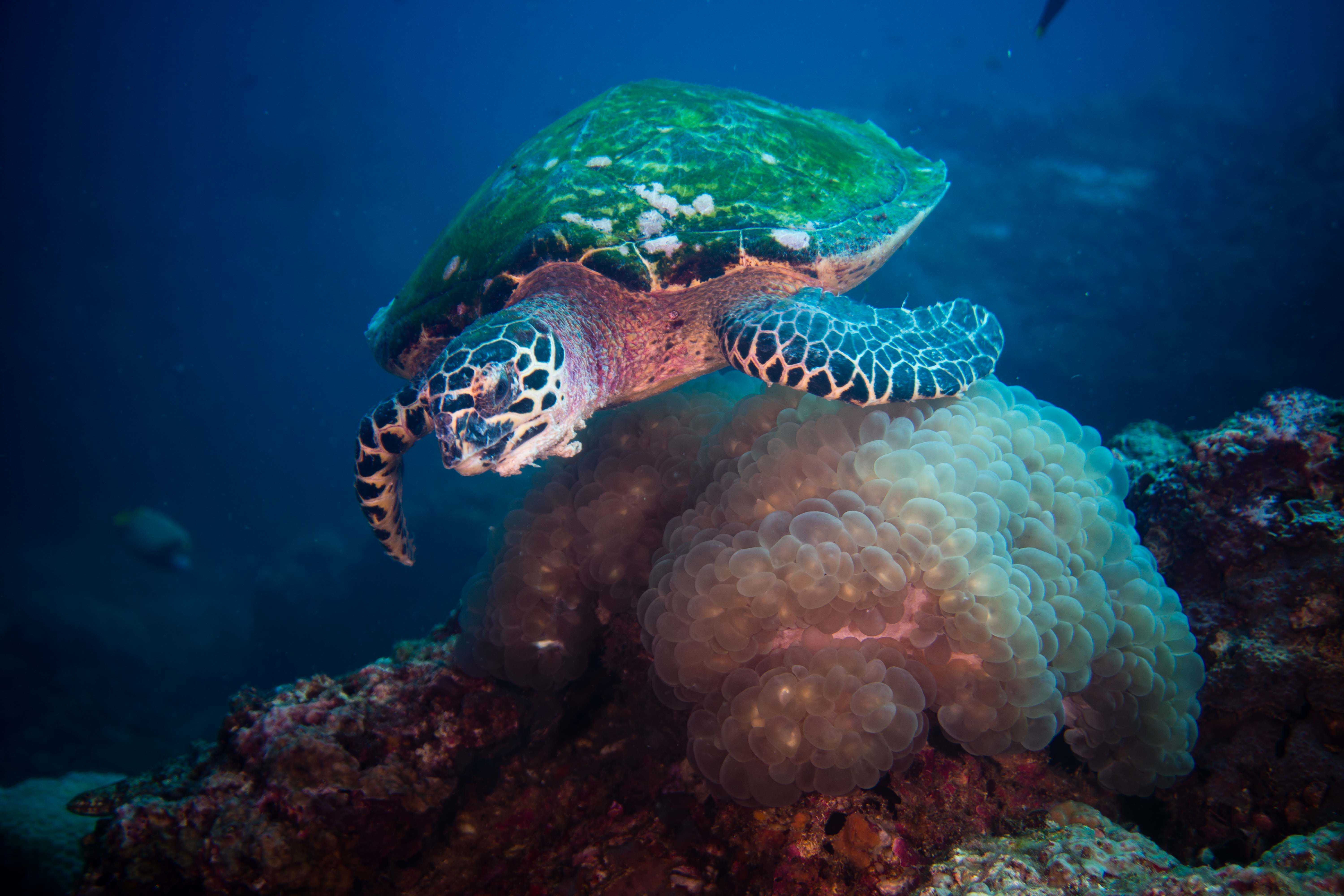
Tortue imbriquée
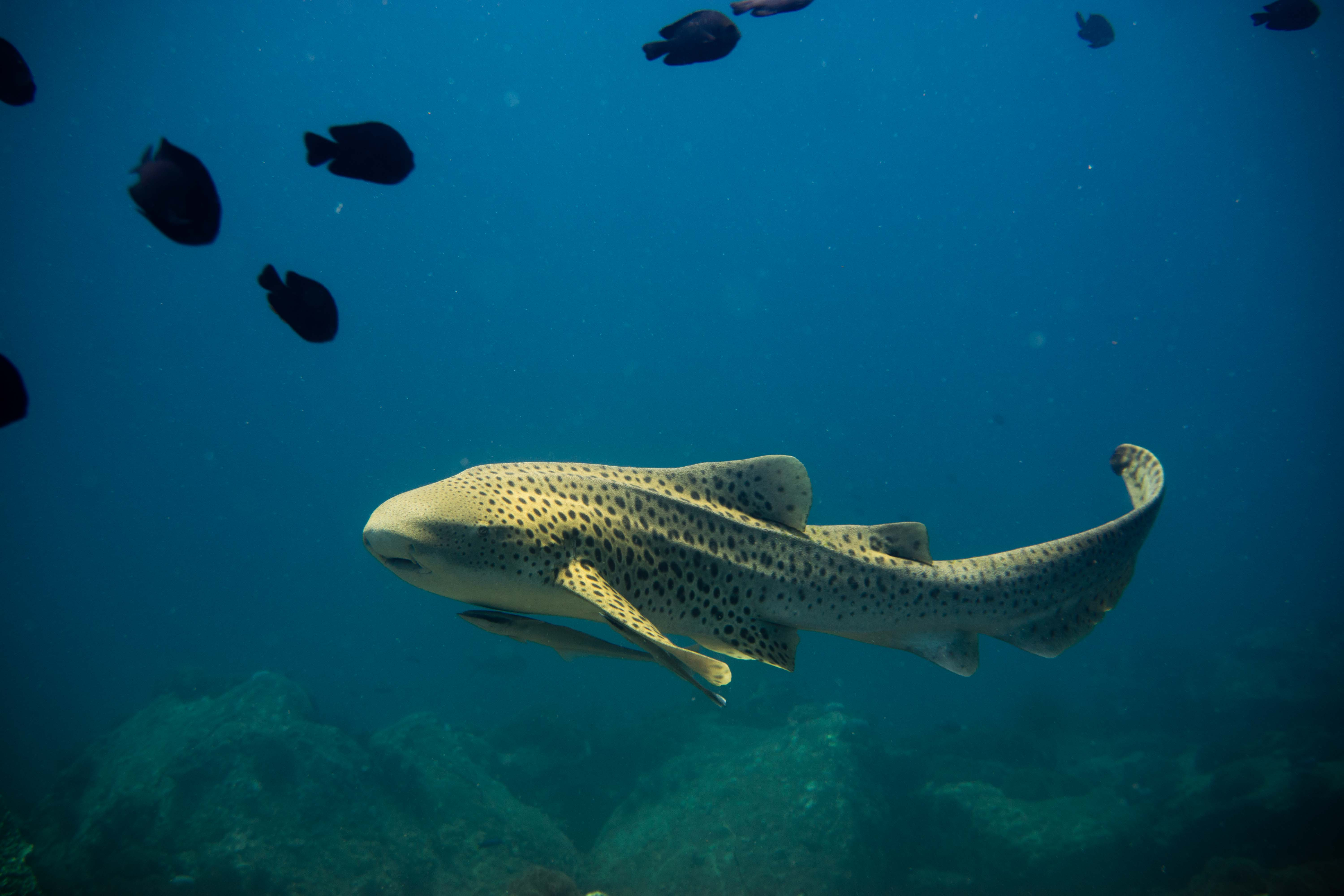
(Requin-zèbre puis) Requin-léopard

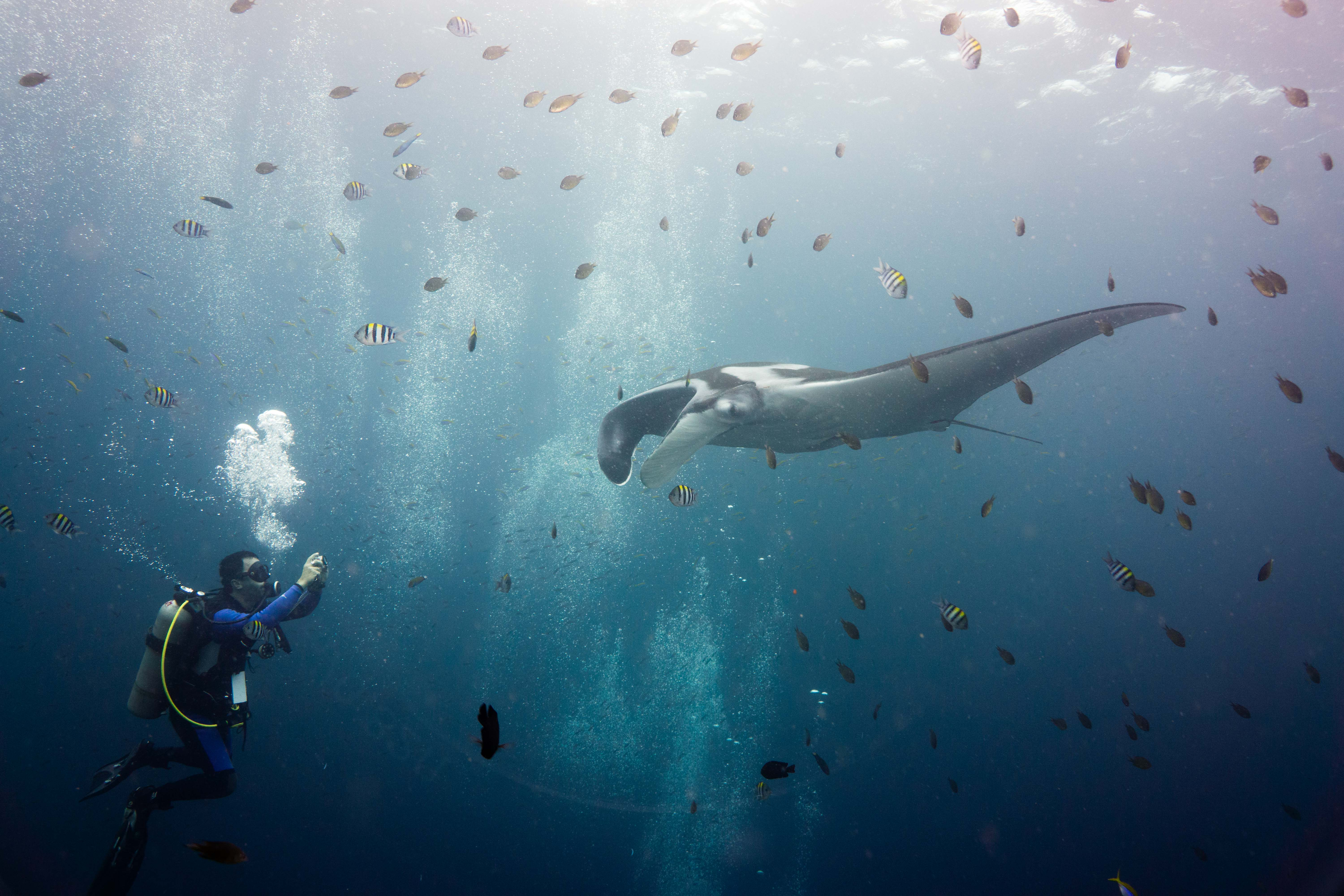
Raie manta océanique géante

En 2020 et 2021, à cause de l'épidémie de Covid-19 et des fermetures de frontières qui en résultent, la fréquentation touristique du parc national chute : en 2020, 559 720 visiteurs (166 026 thaïlandais et 433 694 étrangers) ; et au premier semestre 2021, seulement 236 026 visiteurs, principalement des citoyens thaïs (99 885 thaïlandais et seulement 10 637 étrangers).

## Galerie

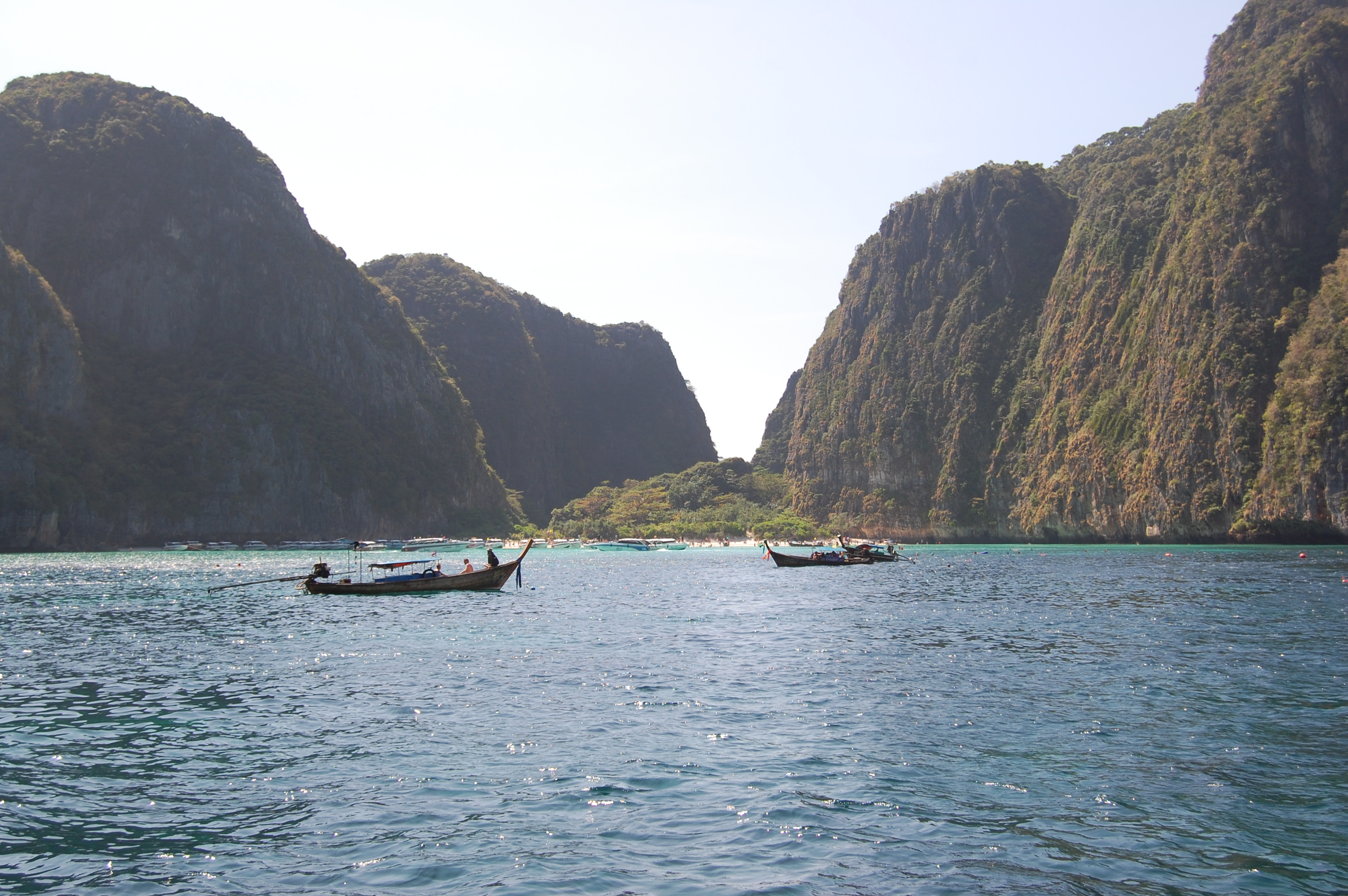
Koh Phi Phi Lee
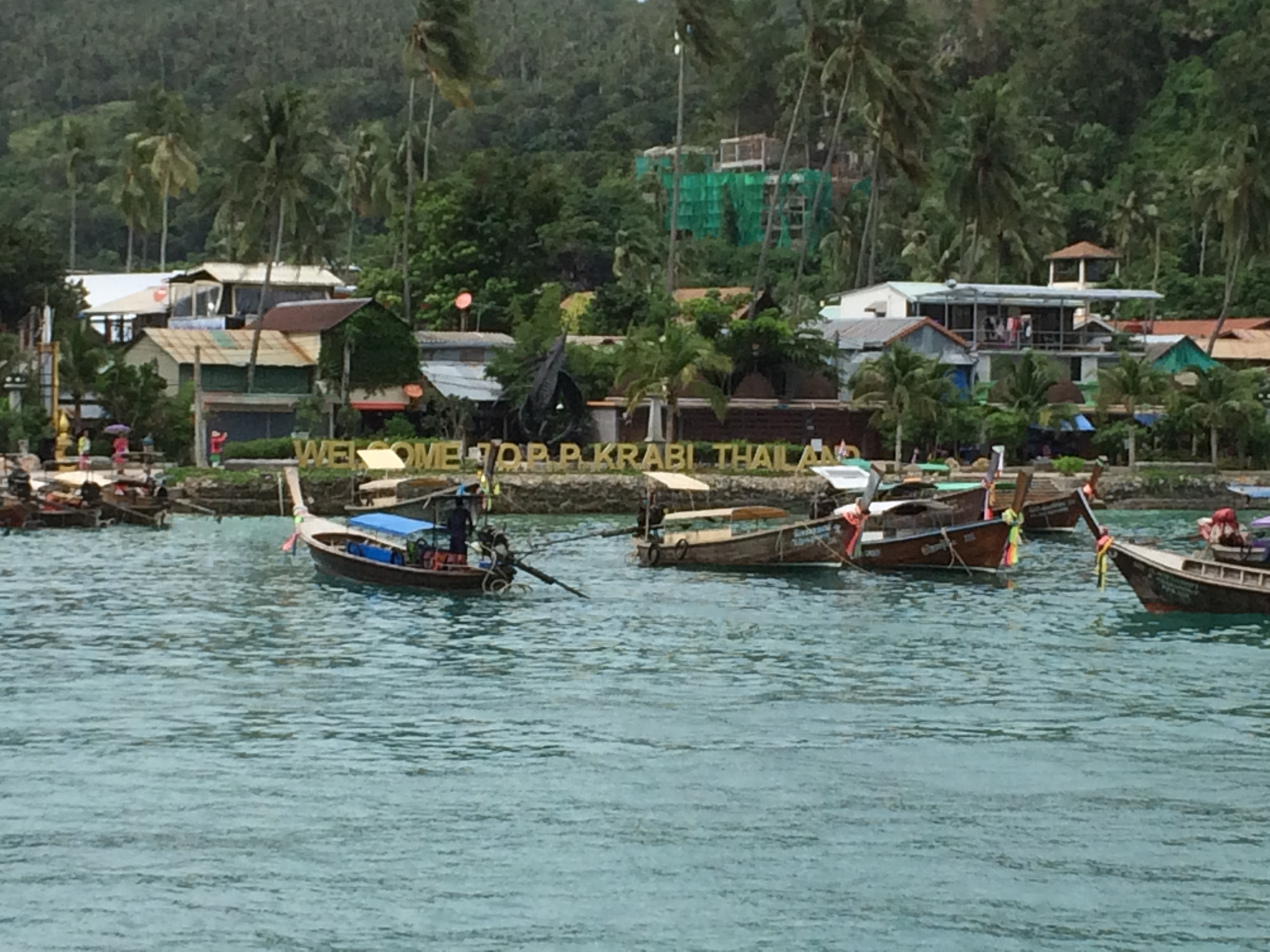
« Welcome to PP », Tonsai Bay (Ko Phi Phi Don) en août 2015
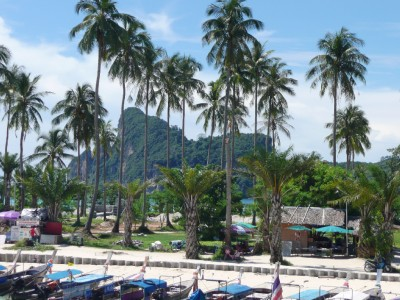
Vue de Tonsai Bay
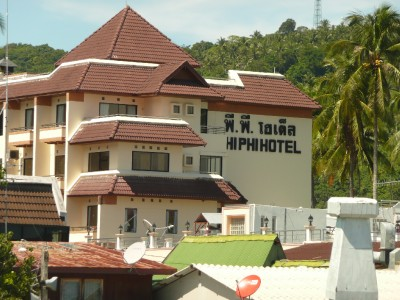
Le Phi Phi Hotel est le seul bâtiment qui ait tenu debout lors du tsunami du 26 décembre 2004
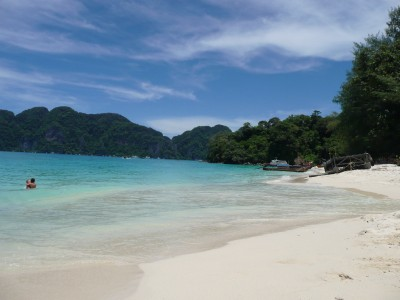
La plage de Long Beach à Ko Phi Phi Don
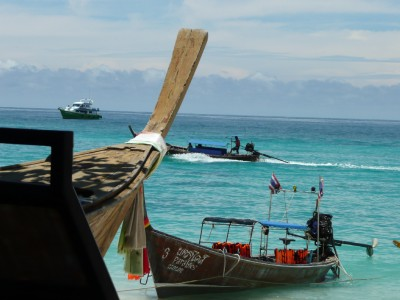
Les "long Tail" traditionnels, véritables taxis des mers
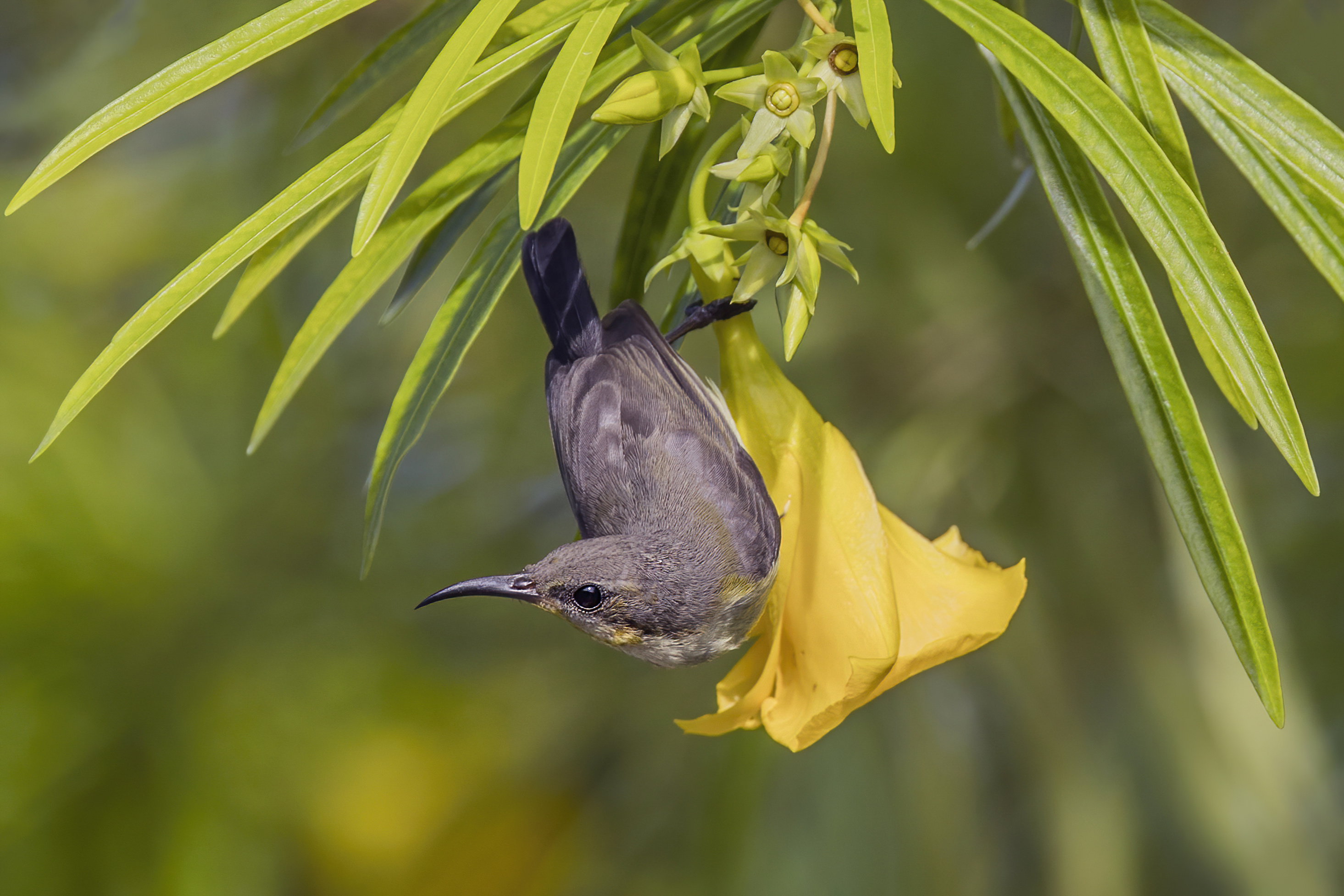
Souimanga à dos vert femelle Cinnyris jugularis flammaxillaris perchée sur une fleur de Cascabela thevetia.